# The Hell E.P.
The Hell E.P. è un EP realizzato dal gruppo hip hop Gravediggaz e dal musicista inglese Tricky.

## Il Disco
L'EP è uscito nel 1995 con etichetta 4th & B'way Records, un'affiliata inglese della Island Records. 
Le produzioni sono state affidate a Tricky, Prince Paul e RZA.

## Tracce
1. Hell is Round the Corner – 3:45
2. Hell is Round the Corner (The Hell & Water Mix) – 4:20
3. Psychosis – 6:35
4. Tonight is a Special Night – 4:45